# Classe Shaldag

La classe Shaldag (Hebreu : שלדג, Kingfisher) est une classe de petits patrouilleurs rapides développée pour la marine israélienne depuis 1989. Conçue pour les tâches de sécurité nécessitant des vitesses d'interception élevées, telles que l'interdiction du terrorisme et la contrebande illégale. Son saillant se caractérise par une vitesse élevée dans une mer agitée, avec une bonne tenue en mer et une maniabilité exceptionnelle, un claquement exceptionnellement bas dans tous les états de la mer, des ponts secs à toutes les vitesses et un agencement interne très spacieux et accessible. Elle a depuis été mise en service avec plusieurs autres marines comme navire d'attaque rapide.

## Conception et construction
La coque, le pont et le rouf sont en alliage d'aluminium marin soudé, avec des cadres transversaux et longitudinaux. Les réservoirs de carburant sont à double fond. La coque est divisée en six compartiments étanches qui répondent aux critères internationaux stricts de stabilité des dommages par inondation.

## Armement
Les navires sont armés d'un poste de tir naval Typhoon fabriqué par Rafael Advanced Defense Systems, avec un canon automatique de 25 mm M242 Bushmaster et des systèmes électro-optiques. Ils sont équipés, à l'avant et à l'arrière, d'un canon de 20 mm Oerlikon sur support unique. Il y a des ergots pour les mitrailleuses de 12.7 mm des deux côtés du pont principal. Le bateau est capable d'accueillir les nouveaux systèmes d'armes les plus avancés, tels que le support de pistolet stabilisé à tir rapide, contrôlé à distance par un système de vision nocturne. Les variantes du Shaldag Mark II sont équipées de missiles longue portée Spike ER.

## Opérateurs
- Sri Lanka : Marine srilankaise (7+4)
- Azerbaïdjan : Marine azerbaïdjanaise (6)
- Nigeria : Marine nigériane (5)
- Guinée équatoriale : Forces armées de Guinée équatoriale (2)
- Chypre : Garde côtière chypriote (1)
- Argentine[2] : Préfecture navale argentine (4)
- Maldives : Garde côtières des Maldives (2)
- Roumanie : Garde côtière roumaine (6)
- Sénégal : Marine sénégalaise (4)

## Galerie

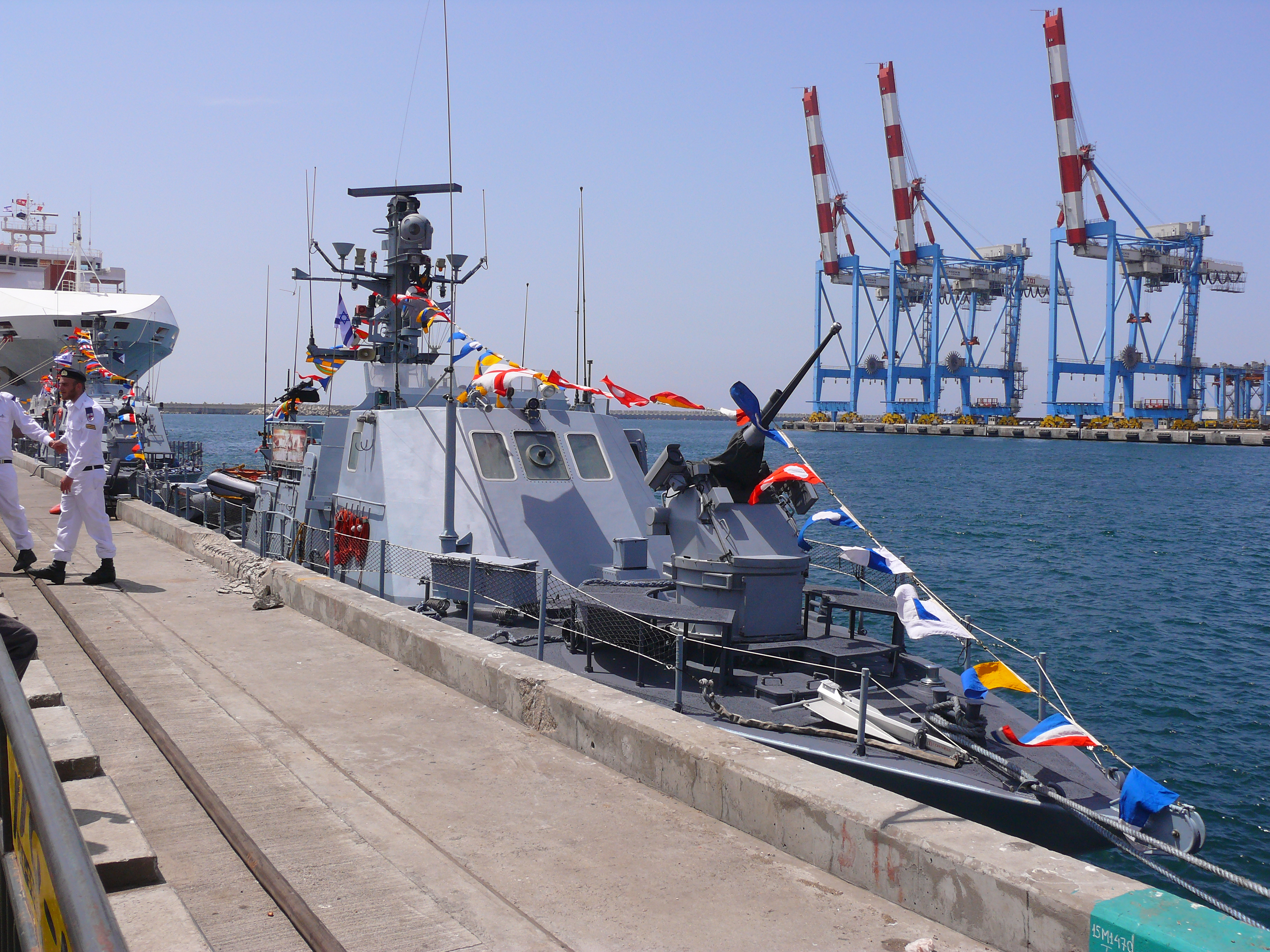
Shaldag Mk I
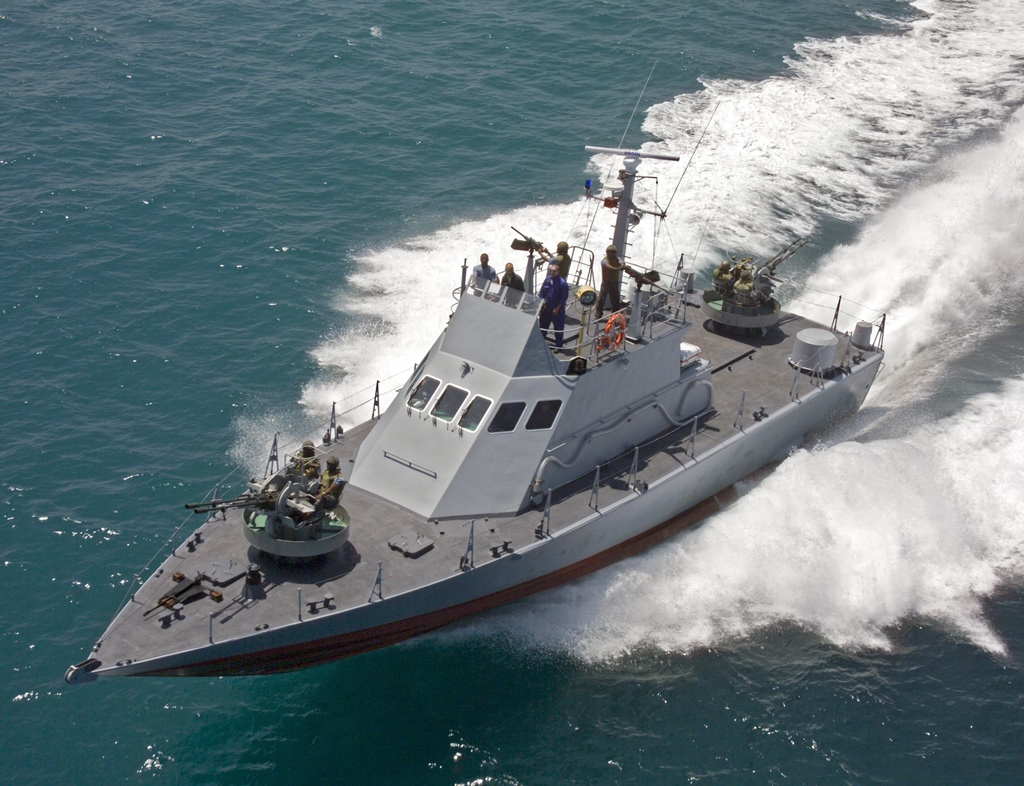
Shaldag Mk II
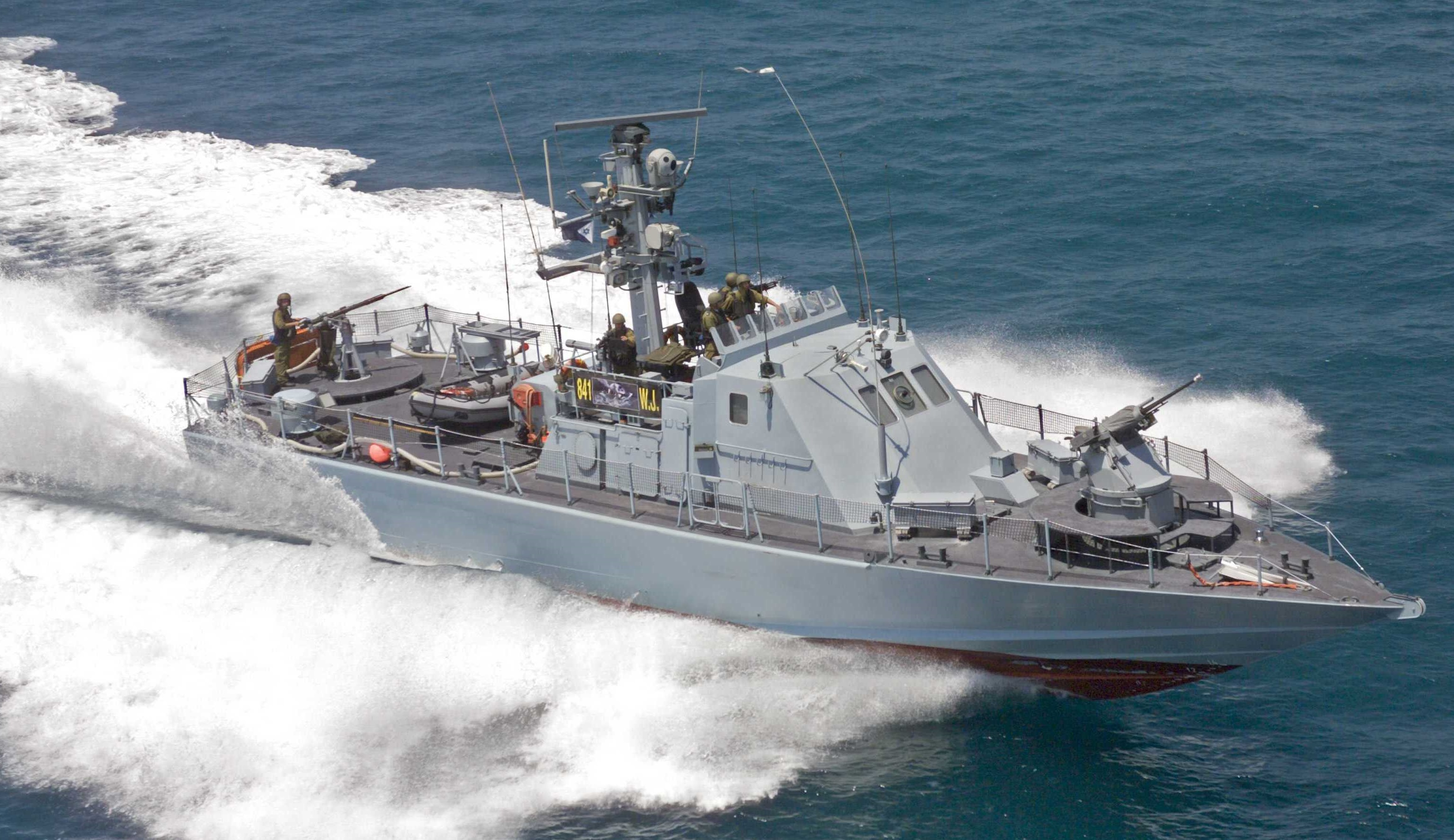
Shaldag Mk III
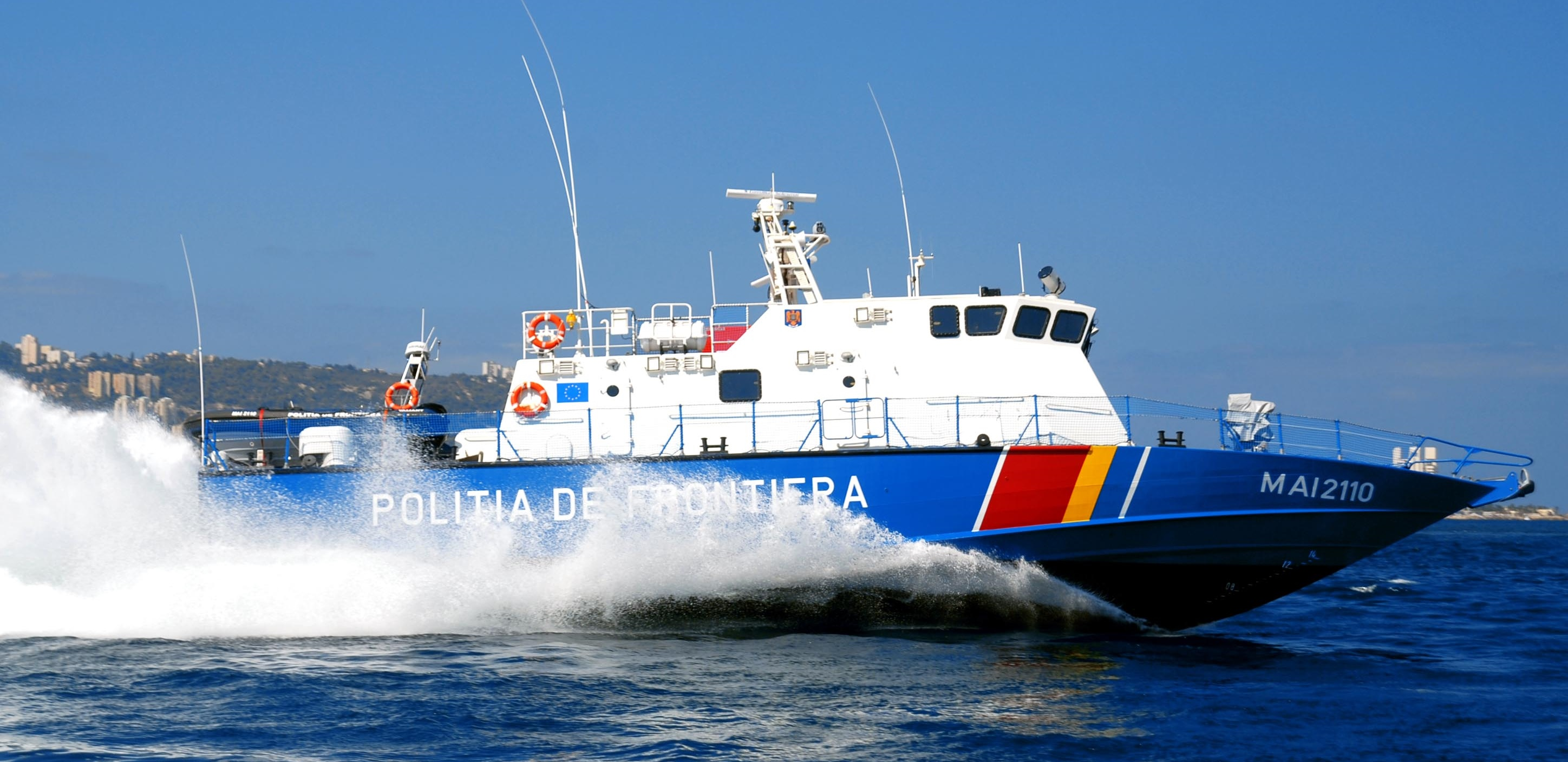
Shaldag Mk IV
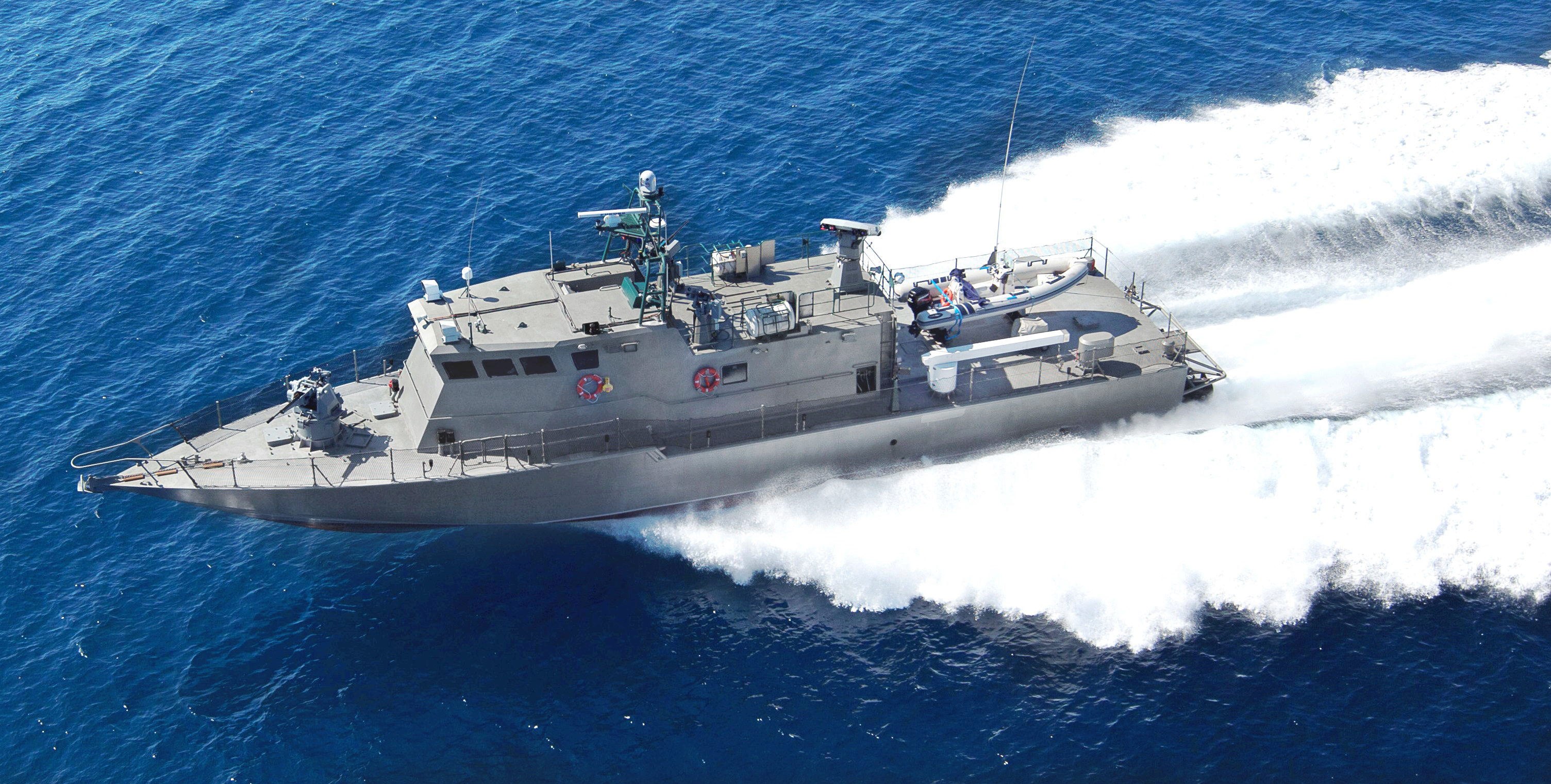
Shaldag Mk V